# Koge Donbo
こげどんぼ*
Œuvres principales
- Di Gi Charat

Koge Donbo (こげどんぼ*, Koge-Donbo*) est une mangaka née le 27 février 1976  à Tokyo, au Japon.
Elle est principalement connue pour être l’auteur des mangas Di Gi Charat.

## Biographie
Koge s'est fait connaitre en réalisant la mascotte des magasins de jeux vidéo Broccoli, Dejiko. Cette jeune fille aux attributs de chat connue le succès après la diffusion d'un spot publicitaire. Cette mascotte populaire devient ensuite l’héroïne de la série Di Gi Charat.

## Œuvre

### Manga
- Little Snow Fairy Sugar
- Di Gi Charat
- Di Gi Charat: Dejiko à la Mode
- Di Gi Charat: Dejiko's Champion Cup Theatre
- Di Gi Charat Anthology
- Di Gi Charat Theater
- Di Gi Charat Theater: Dejiko's Adventure
- Di Gi Charat Theater: Dejiko's Summer Vacation
- Di Gi Charat Theater: Leave it to Piyoko!
- Di Gi Charat Theater: Piyoko is Number One!
- Doki Doki! Tama-tan
- Kamichama Karin
- Kamichama Karin Chu (en)
- Koi-Hime Soshi
- Kon Kon Kokon
- Naki Shōjo no Tame no Pavane
- Pita-Ten
- Sumo Oh
- Yoki Koto Kiku

### Artbooks
- Chocola
- Digi Charat Fantasy Perfect Collection
- Pita-Ten Artbook

### Séries d'animation
- Di Gi Charat
- Di Gi Charat Nyo
- Kamichama Karin
- Panyo Panyo Di Gi Charat
- Pita Ten
- Sugar: A Little Snow Fairy
- Kamichama Karin chu

### Autre
- Aquarian Age (illustrateur)
- Princess Concerto (chara-design)
- Di Gi Charat Fantasy (chara-design)
- Harry Potter (Dōjinshi)

## Sources
- (en) Cet article est partiellement ou en totalité issu de l’article de Wikipédia en anglais intitulé « Koge-Donbo » (voir la liste des auteurs).